# La rinuncia
La rinuncia è un film del 1974 diretto da Anthony Harvey, tratto dal testo teatrale The Abdication di Ruth Wolff, che ne ha curato la sceneggiatura. 

## Trama
Nel XVII secolo la regina Cristina decide di convertirsi al cattolicesimo causando dei disagi politici al protestante Regno di Svezia.
Cristina viene convocata a Roma dove il Vaticano le affianca il cardinale Azzolino per verificare l'autenticità delle motivazioni introspettive che l'hanno spinta alla conversione e con il quale si crea un sincero affiatamento spirituale.
L'attrice protagonista Liv Ulmann con la sua corpulenta fisicità scandinava personifica in maniera eccellente il carattere dell'energica e anticonformista regina Cristina di Svezia che decide infine di abdicare al trono per poter praticare liberamente la sua nuova fede.